# Sân vận động thành phố Nakhon Ratchasima
Sân vận động thành phố Nakhon Ratchasima (tiếng Thái: สนามกีฬากลางเทศบาลนครนครราชสีมา) là một sân vận động đa năng ở Nakhon Ratchasima, Thái Lan. Đây là sân nhà cũ của Nakhon Ratchasima F.C., đội đã chuyển sân nhà từ sân vận động này đến Sân vận động sinh nhật lần thứ 80 vào tháng 6 năm 2008. Sân vận động có sức chứa 2.000 chỗ ngồi.